# Haus Esser
Das Haus Esser im niedersächsischen Nordenham im Landkreis Wesermarsch, Bernhardstraße 17, Ecke Schulstraße, stammt aus dem 20. Jahrhundert.

Aktuell (2023) wird es als Wohnhaus und gewerblich genutzt.
Das Gebäude steht unter Denkmalschutz (siehe auch Liste der Baudenkmale in Nordenham).

## Beschreibung und Geschichte
Das zweigeschossige verklinkerte traufständige rechteckige Eckgebäude auf Sockel mit weit überstehendem Walmdach, dem gebäudeteilenden horizontalen Band, rechteckigen Fenstern und der Freitreppe vor dem Eingang stammt von 1930 und ist nach Plänen von Ernst Boyken (Oldenburg) im Baustil ein sehr typischer Vertreter der Moderne als expressionistisches Neues Bauen in Backstein in der Zwischenkriegszeit der Weimarer Republik. Die Fassade wurde durch verschiedene horizontale Anordnungen der Klinker gestaltet. Bemerkenswert ist das große Eckfenster im Obergeschoss.

Zeitweise war bis 2022 hier auch eine Zahnarztpraxis.
Das Landesdenkmalamt befand zur Bedeutung: „… geschichtlich, künstlerisch, wissenschaftlich …“